# Chimala
Chimala är en ort i Mexiko.   Den ligger i kommunen Huatlatlauca och delstaten Puebla, i den sydöstra delen av landet, 140 km sydost om huvudstaden Mexico City. Chimala ligger 1 639 meter över havet och antalet invånare är 153.
Terrängen runt Chimala är varierad. Runt Chimala är det ganska glesbefolkat, med 29 invånare per kvadratkilometer. Närmaste större samhälle är Atoyatempan, 17,8 km nordost om Chimala. I omgivningarna runt Chimala växer huvudsakligen savannskog.